# Fredrik Lidvall

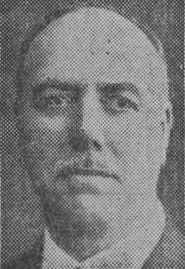
Fredrik Lidvall

Johan Fredrik Lidvall (russisch Фёдор Иванович Лидваль; * 20. Maijul. / 1. Juni 1870greg. in St. Petersburg; † 14. März 1945 in Stockholm) war ein russisch-schwedischer Architekt.

## Leben
Lidvalls Vater Jun Petter Lidvall (1827–1886) kam 1859 aus Hälsingland nach St. Petersburg, wo er ein bekannter Schneider mit der Schneiderei Iwan Petrowitsch Lidvall und Söhne und Hoflieferant wurde. Lidvalls Mutter war die in St. Petersburg geborene Ida Amalia Fleschau (1844–1915), deren Eltern die Schwedin Eva  Lakstrem aus Finnland und der dänische Tischler Balthasar Fleschau aus Slagelse waren. Lidvall hatte vier Brüder und zwei Schwestern.
Lidvall besuchte die schwedisch-deutsche Grundschule an der schwedischen lutherischen Katharinenkirche in St. Petersburg mit Abschluss 1882 und dann die 2. St. Petersburger Realschule mit Abschluss 1888. Zwei Jahre lang lernte er in der Schule für Technisches Zeichnen des Barons Alexander von Stieglitz. In den Ferien diente Lidvall wie seine Brüder zweimal im Königlichen Leibgarderegiment in Stockholm. 1890–1896 studierte Lidvall in der Architekturabteilung der Kunsthochschule an der Kaiserlichen Akademie der Künste. Dort arbeitete er 1894–1896 im Atelier von Leonti Nikolajewitsch Benois und schloss 1896 das Studium als Künstler-Architekt ab.
Lidvall wurde 1899 Mitglied der St. Petersburger Architektengesellschaft. 1907 verlieh ihm die Sonderkommission für die Verteilung von Preisen für die besten Fassaden in St. Petersburg die Silbermedaille für die Fassade des Hauses N. A. Melzers an der Ecke Bolschaja Konjuschennaja Uliza und Wolynski Pereulok und ein Ehrendiplom für die Fassade des Wohnhauses A. F. Zimmermanns an der Ecke Kamennoostrowski Prospekt und Wologodskaja Uliza, das er zusammen mit Andrei Fjodorowitsch Niedermaier gebaut hatte. 1909 wurde Lidvall Mitglied der Akademie der Künste und damit Akademiker der Architektur. Nach seinen Projekten wurden in St. Petersburg mehr als 30 Gebäude gebaut.
1910–1917 lehrte Lidvall in den 1906 eingerichteten und von Nikolai Leonidowitsch Schtschukin geleiteten Höheren polytechnischen Kursen für Frauen in St. Petersburg. Er beteiligte sich an der Herausgabe der Zeitschrift für Architektur und Kunst. Er war Mitglied vieler Architekturwettbewerbskommissionen und beteiligte sich selbst an vielen Wettbewerben, so beispielsweise am Wettbewerb für das Adelshaus an der St. Petersburger Italjanskaja Uliza 27, den die Brüder Kossjakow gewannen. 1912 nahm Lidvall an dem nichtöffentlichen Wettbewerb der Südwest-Eisenbahn für das Projekt des Gebäudes des Hauptbahnhofs Kiew, bei dem er den zweiten Preis erhielt, und am Wettbewerb des Ministeriums für Verkehrswege und der Akademie der Künste für das Projekt der Sanierung des Gebäudes des Nikolai-Bahnhofs in St. Petersburg teil (beide Wettbewerbe gewann Wladimir Alexejewitsch Schtschuko). Zusammen mit Georgi Antonowitsch Kossjakow führte Lidvall 1915 zwei Projekte für die Wolga-Kama-Bank durch: das Bankgebäude in Tiflis, gebaut von P. A. Surabjanow, und das Gebäude der Wolga-Kama-Bank in Kiew, Chreschtschatyk 10, gebaut von Pawel Sergejewitsch Andrejew. Im selben Jahr plante Lidvall mit Ieronim Sewastjanowitsch Kitner den Bau eines Wohnhauses für die ledigen Arbeiter des Hüttenwerks Lyswa, das dann von dem Hüttenwerksarchitekten Schdanow gebaut wurde.
Nach der Oktoberrevolution wurde Lidvall enteignet und musste nach Stockholm ausreisen, wohin er ein Jahr vorher seine Familie geschickt hatte. Er war verheiratet mit Margarete Frederike Eilers (1885–1962), deren Vater Hermann Friedrich Eilers aus Ostfriesland nach St. Petersburg gekommen und bedeutender Gärtner und Blumenhändler geworden war. Lidvalls Schwager Konstantin Hermanowitsch Eilers war Architekt und baute 1911–1912 das Hotel Astoria in St. Petersburg nach Lidvalls Projekt. Lidvall hatte zwei Söhne Sven Johan und Anders Erik und eine Tochter Ingrid. Nach der Erinnerung seiner Tochter fühlte sich Lidvall in Schweden isoliert und litt unter dem Verlust der Möglichkeiten für kreatives Bauen. Er arbeitete im Architekturbüro Östlihn & Stark und blieb bei Stark bei dessen Ausscheiden aus dem Büro.

## Werke

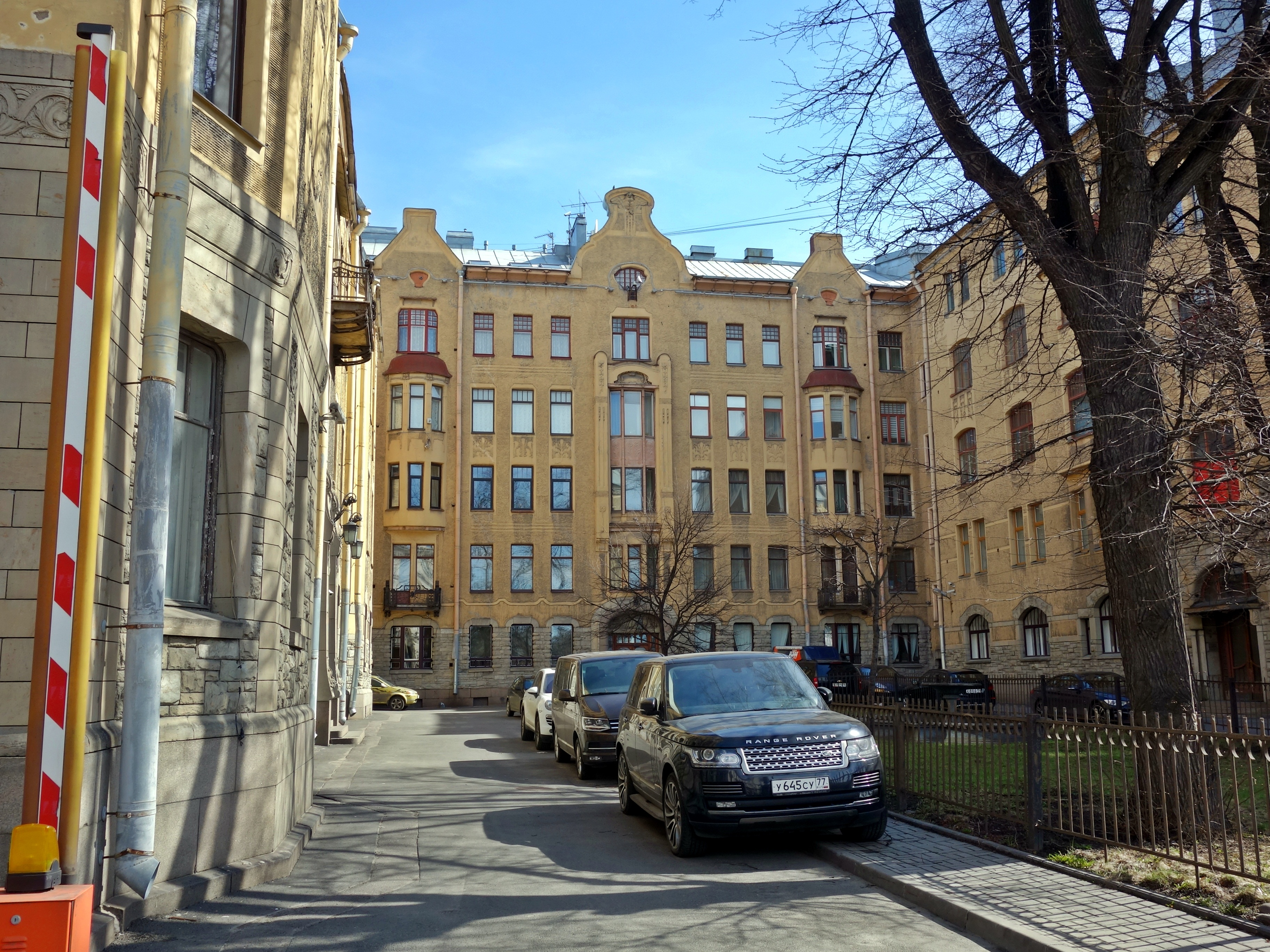
Lidvalls Haus, Kamennoostrowski Prospekt 1, St. Petersburg
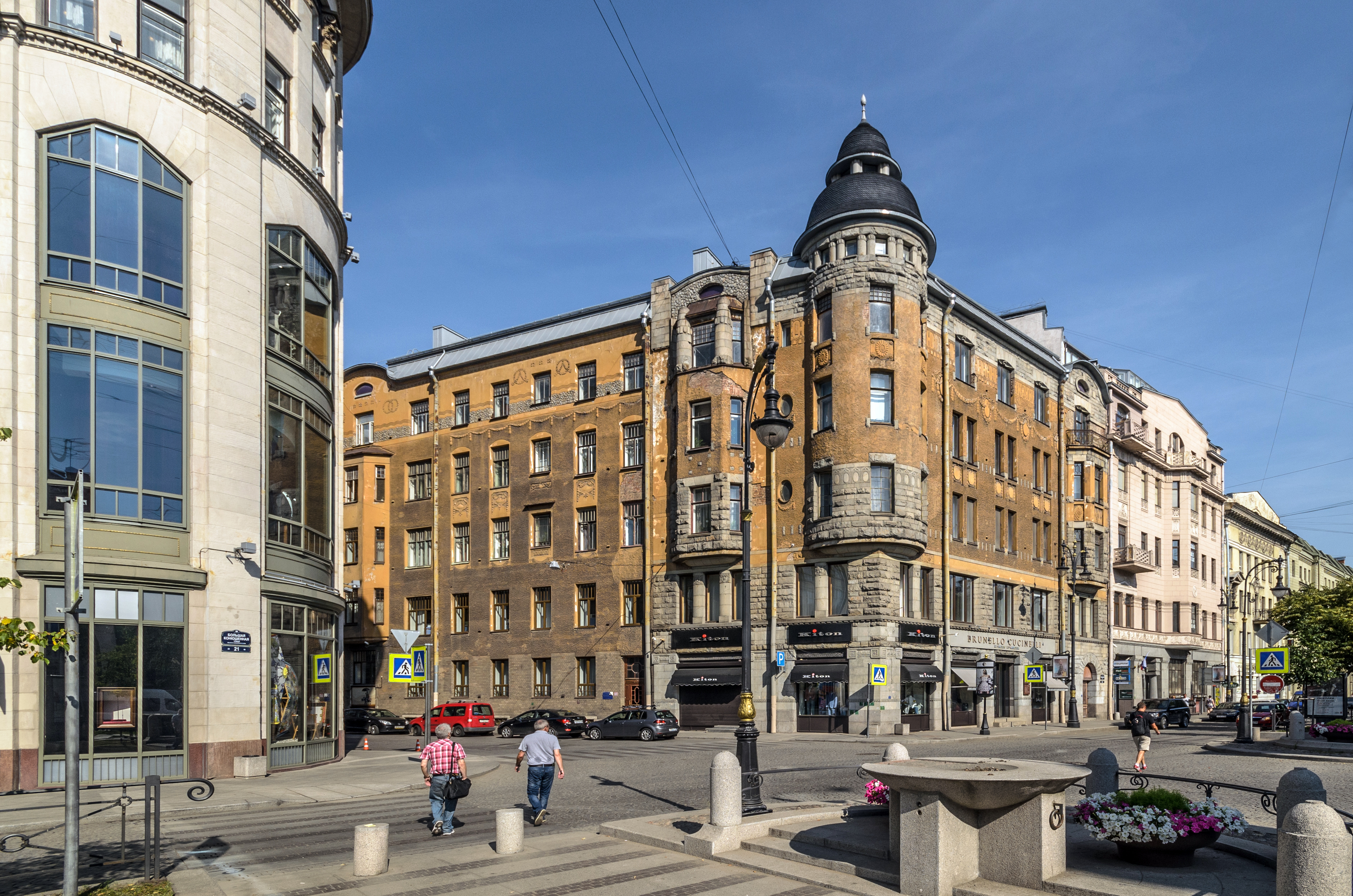
Melzers Haus, Bolschaja Konjuschennaja Uliza 5, St. Petersburg
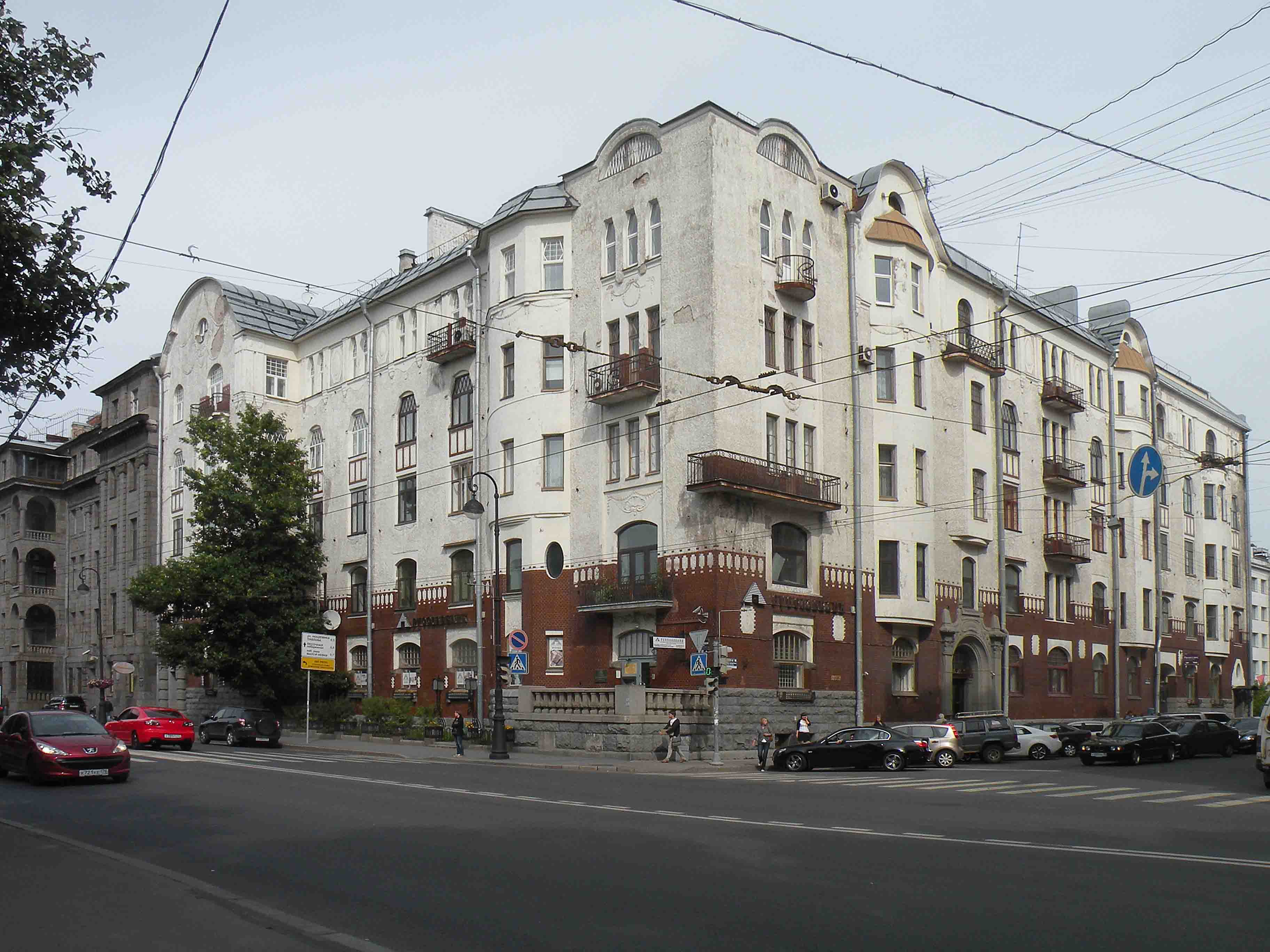
Zimmermanns Haus, Kamennoostrowski Prospekt 61, St. Petersburg
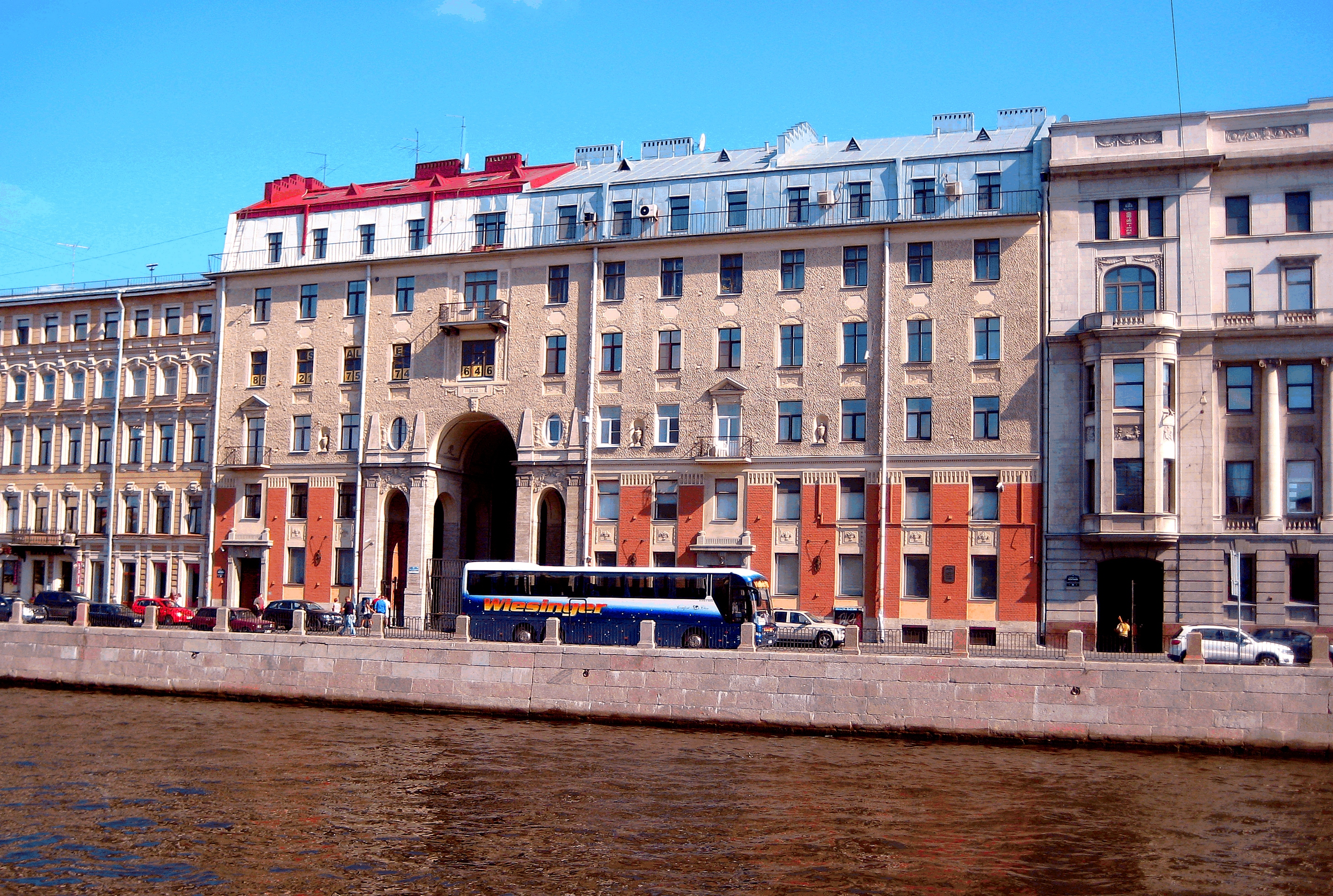
M. P. Tolstois Haus, Nabereschnaja Fontanki 54, St. Petersburg
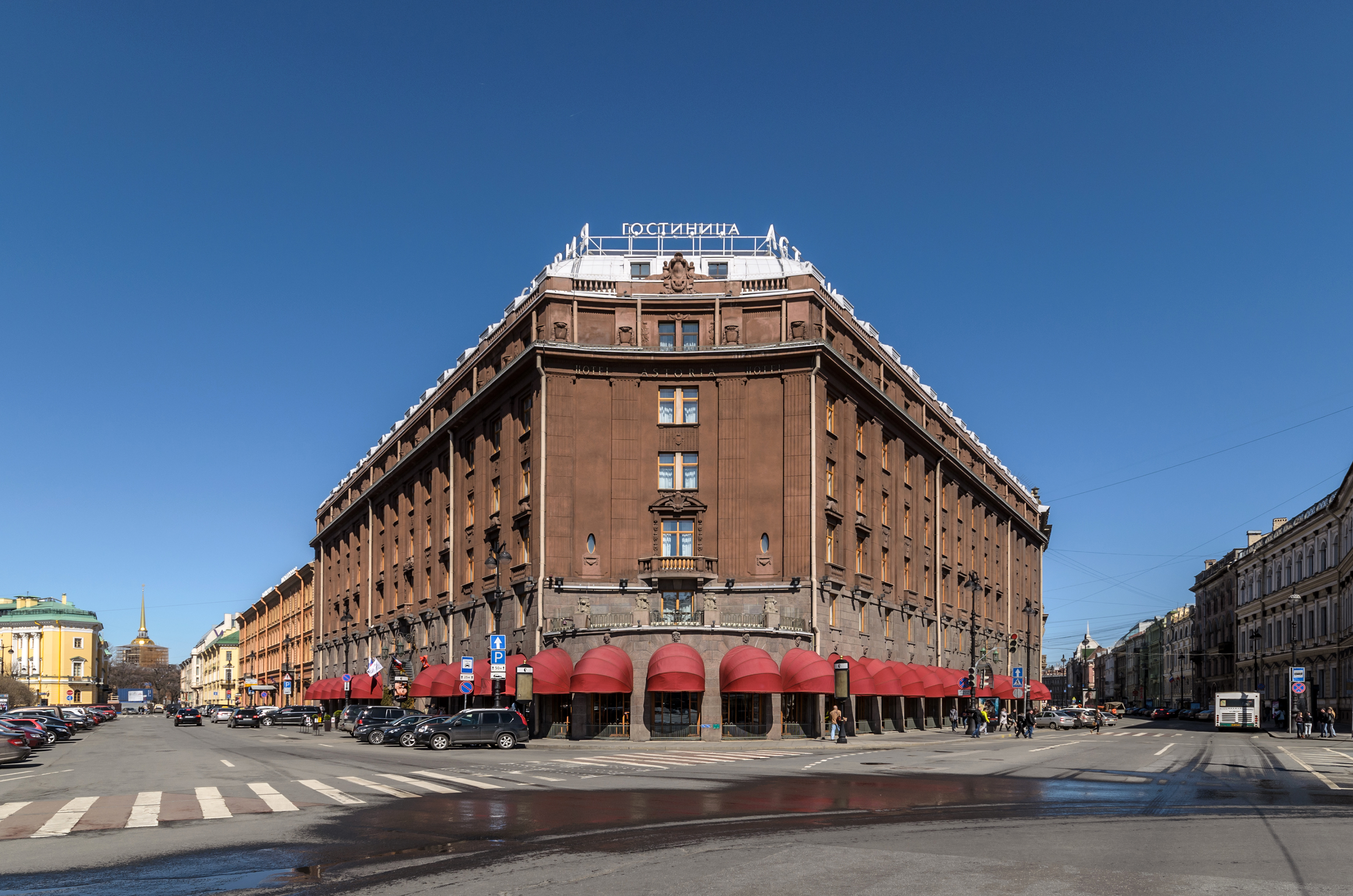
Hotel Astoria, St. Petersburg
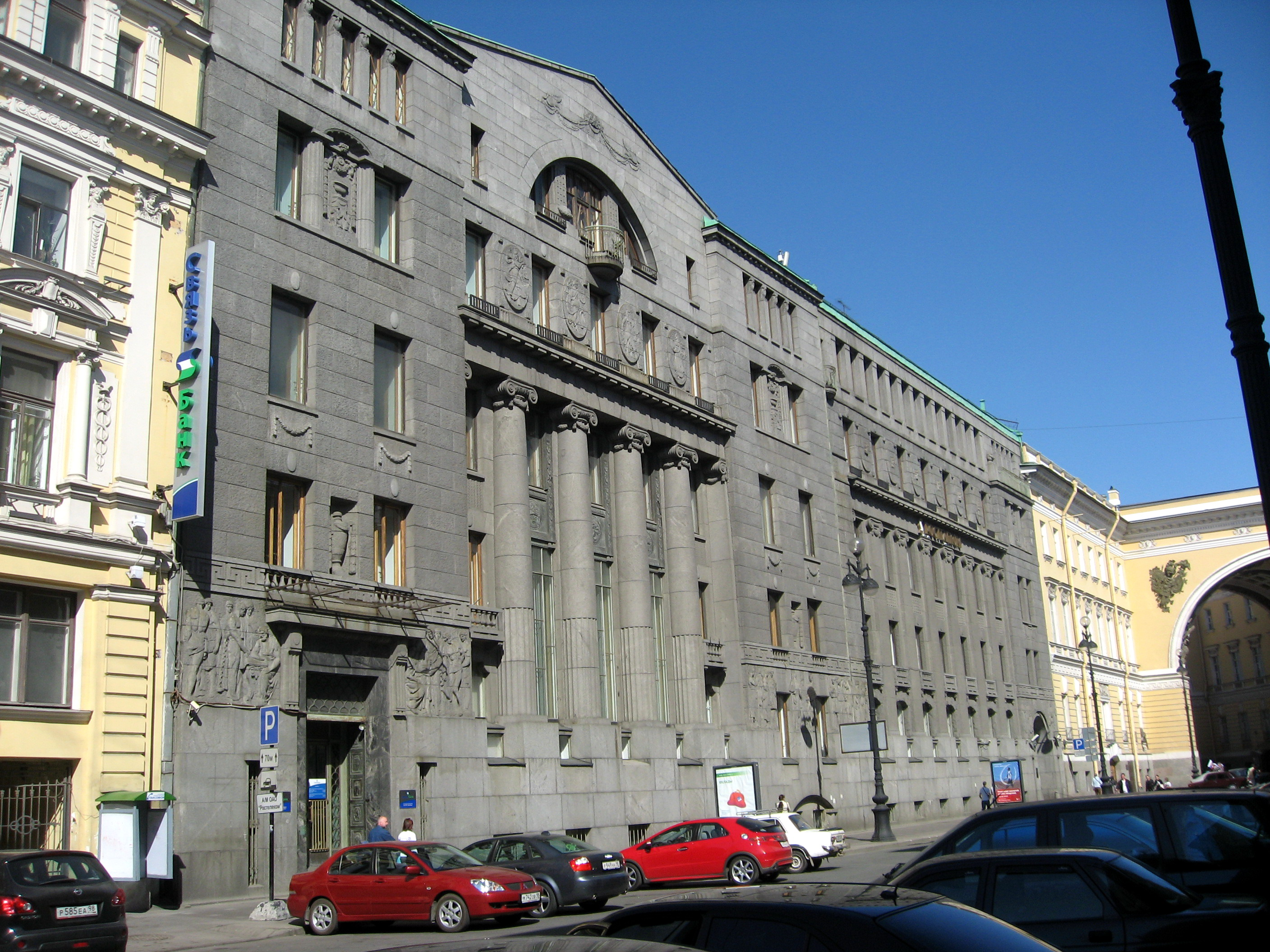
Asow-Don-Bank, St. Petersburg
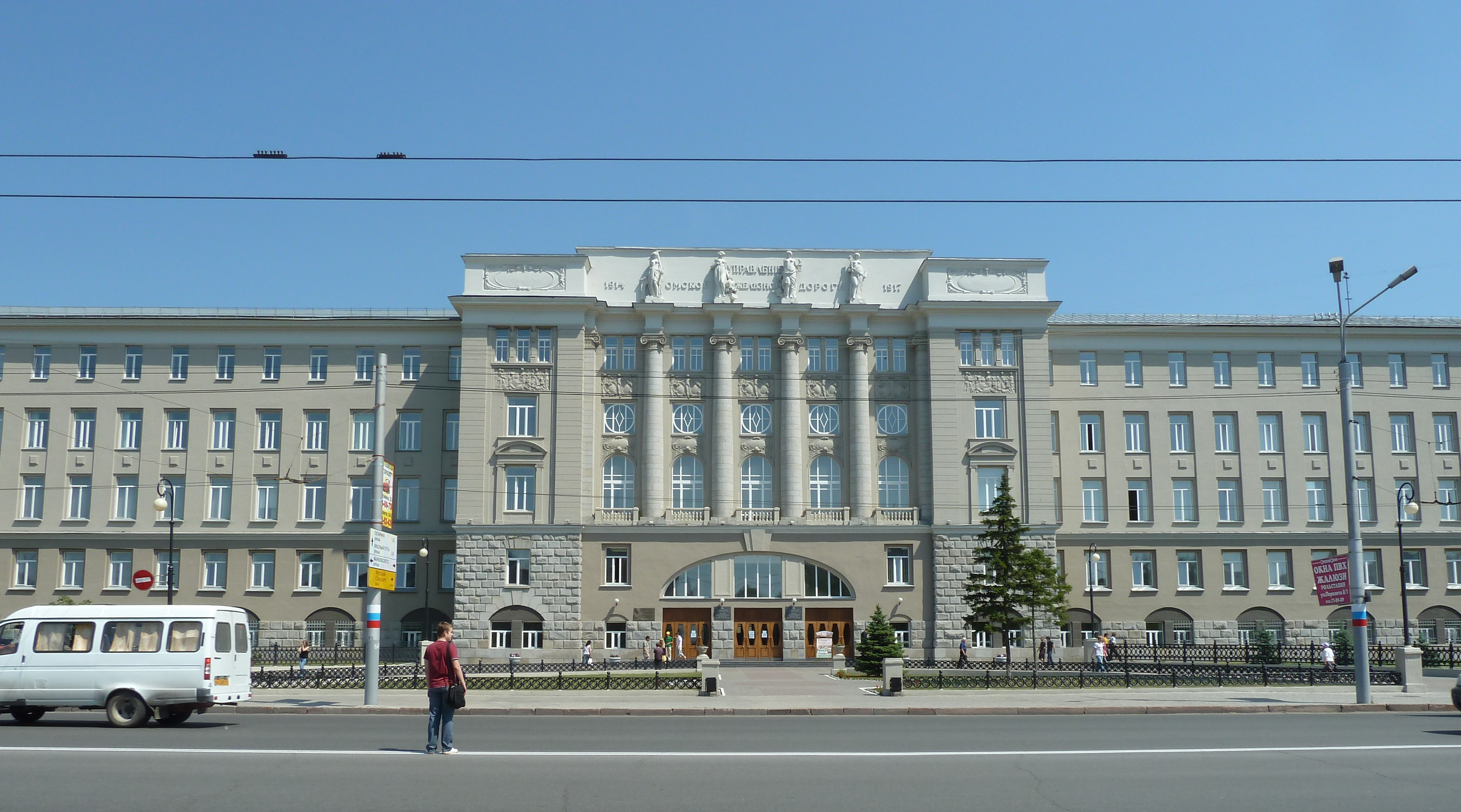
Eisenbahn-Akademie, Omsk
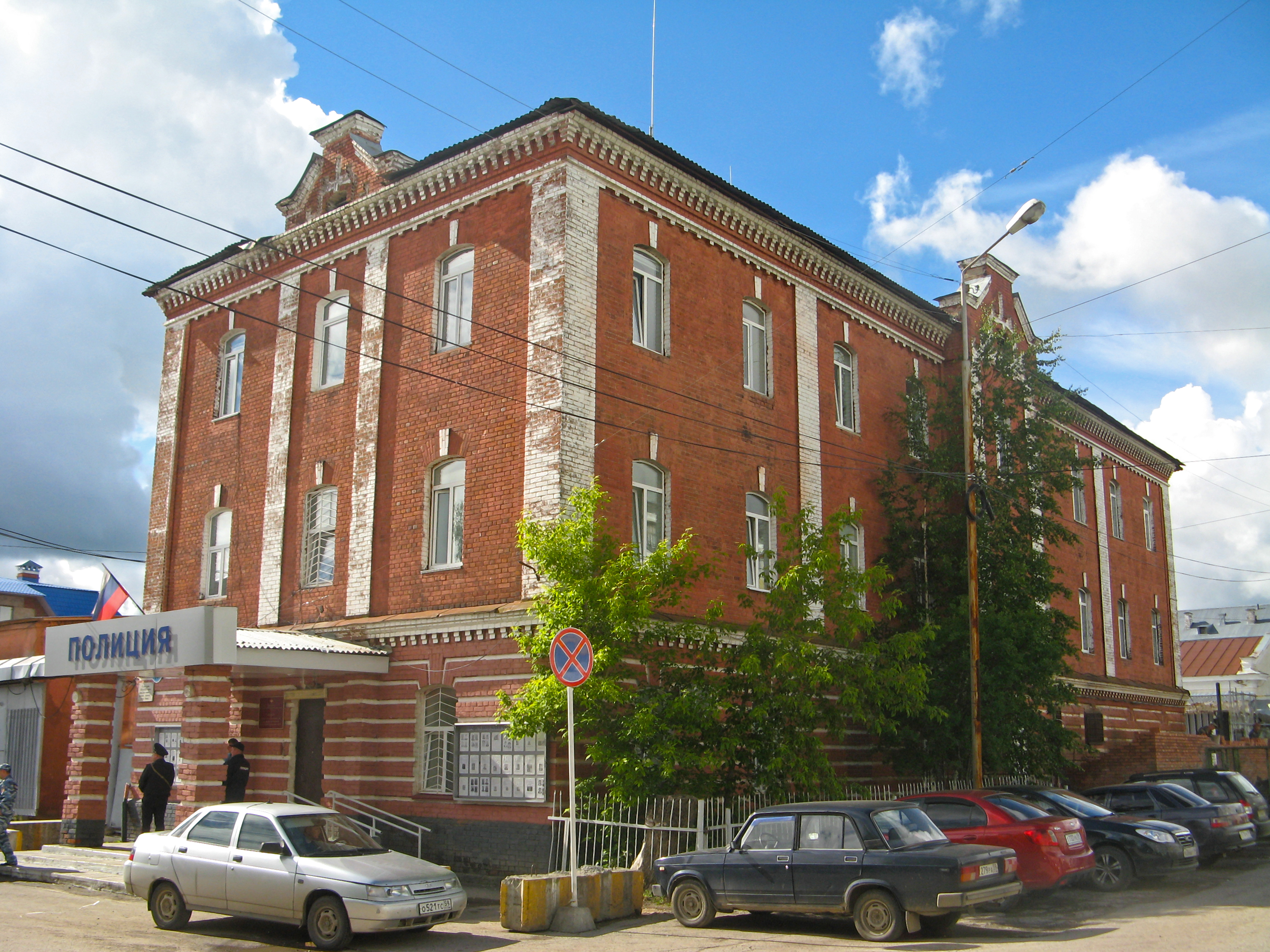
Arbeiterwohnhaus, Hüttenwerk Lyswa
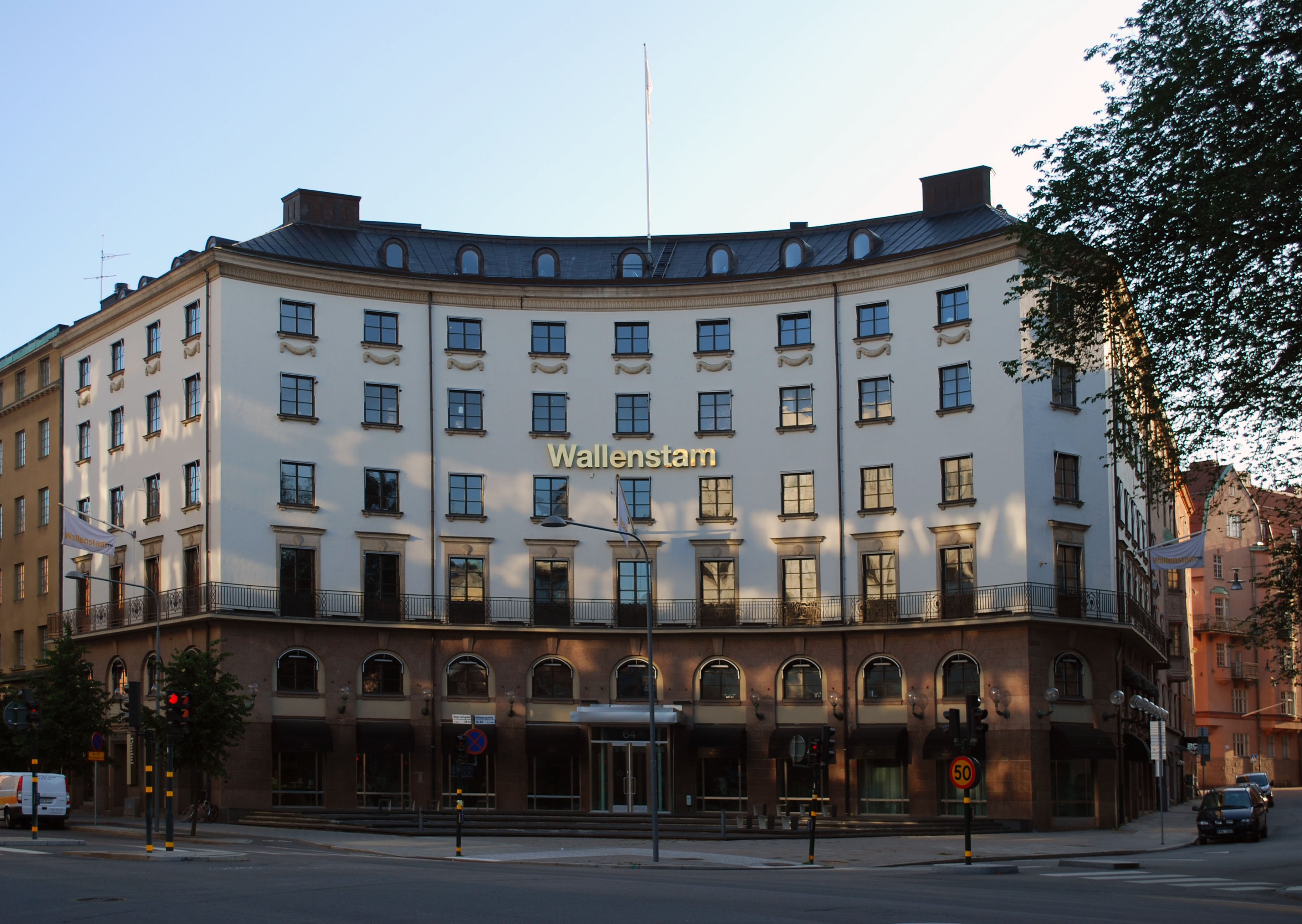
Shellhuset, Birger Jarlsgatan 64, Stockholm
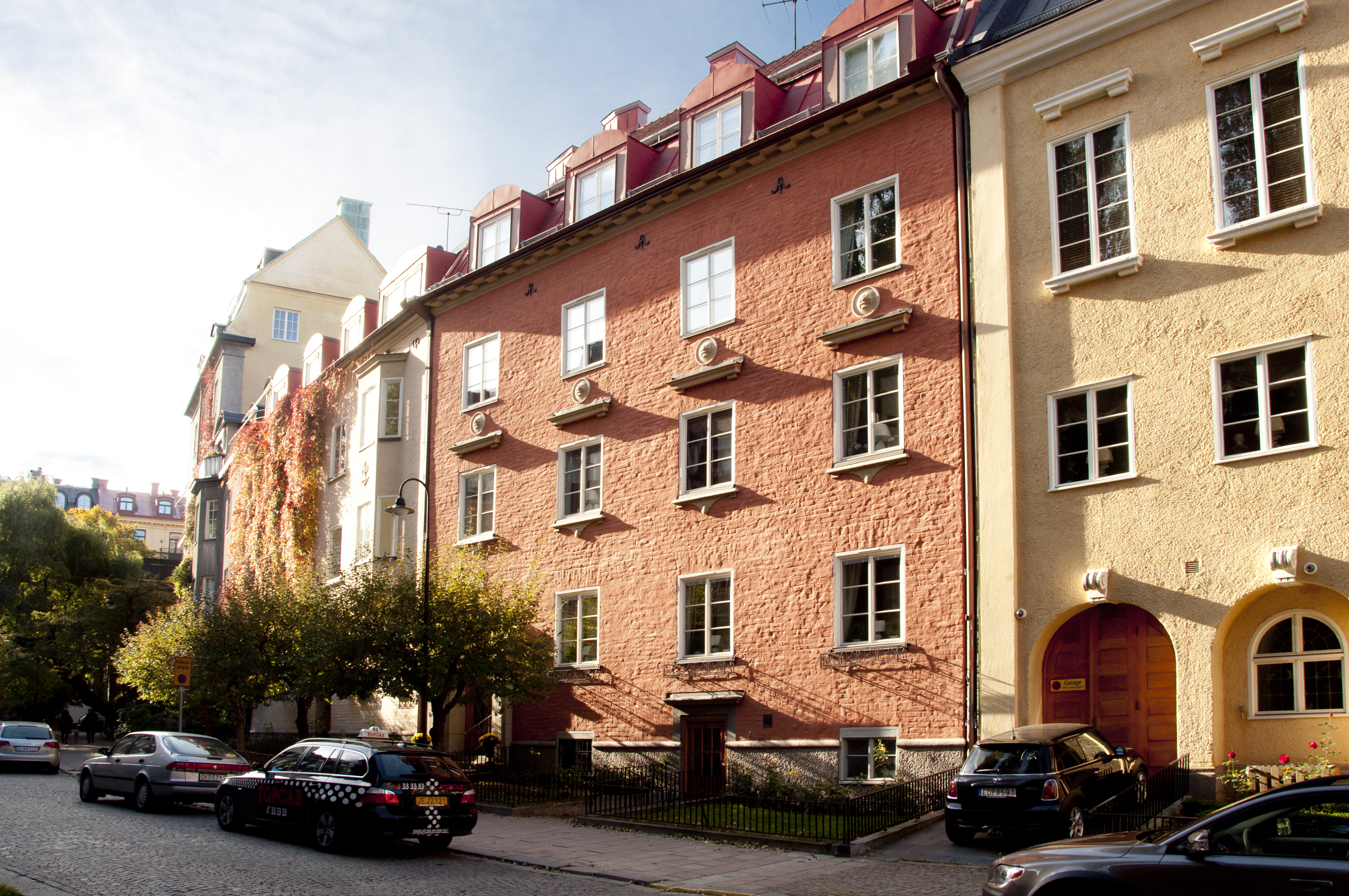
Tysta gatan 5. Stockholm